# Bandera de Sir Benfro
La bandera de Sir Benfro (en gal·lès: Baner Sir Benfro) és la bandera del comtat gal·lès de Sir Benfro ((en anglès, Pembrokeshire). La bandera va ser dissenyada pels consellers Peter Stock, Dewi Pritchard, Jim Brock i Marjorie Jacobs a la dècada de 1970 després de l'abolició del Consell del Comtat. Aquesta està formada per una creu groga sobre un camp blau a la qual s'hi afegeix al seu centre un escussó verd de cinc puntes amb una Rosa Tudor quarterada en creu de blanc i vermell.
El 28 de juliol de 1988, la bandera va ser sotmesa a una cerimònia de dedicació al castell de Penfro per convertir-la en la bandera "oficial" del comtat. La cerimònia va incloure una exhibició de marxa dels Queen's Dragoon Guards que van interpretar la música titulada "The Pembrokeshire Flag" escrita per Joffre Swales, fundador i director de la Haverfordwest Town Band, situada al comtat.

## Disseny
La bandera es basa en la bandera de sant David (patró de Gal·les i mort a Tyddewi (en anglès: Saint David's)). També es considera que el blau simbolitza el mar i el groc del sol d'estiu. La rosa central representa la rosa Tudor vermella, símbol utilitzat pel rei Enric VII, que va fundar la dinastia Tudor; d'ascendència gal·lesa i anglesa que va néixer al castell de Penfro. El pentàgon verd al voltant de la rosa simbolitza els camps verds i els cims dels penya-segats del comtat.

### colors
Els colors oficials s'enumeren a continuació:
| Model de color | Blau             | Groc             | Verd             | Vermell           | Blanc          |
| -------------- | ---------------- | ---------------- | ---------------- | ----------------- | -------------- |
| Pantone        | 300C             | 109C             | 354C             | 485C              | Blanc          |
| CMYK           | 99%, 50%, 0%, 0% | 0%, 9%, 100%, 0% | 81%, 0%, 92%, 0% | 0%, 95%, 100%, 0% | 0%, 0%, 0%, 0% |
| RGB            | 0, 94, 184       | 255, 209, 0      | 0, 177, 64       | 218, 41, 28       | 255, 255, 255  |
| HTML           | 005EB8           | FFD100           | 00B140           | DA291C            | FFFFFF         |

Els models RGB i HTML s'han extret a patir dels codis de Pantone.